# Anthothelidae
Anthothelidae es una familia de gorgonias marinas que pertenecen al suborden Scleraxonia, del orden Alcyonacea, dentro de la subclase Octocorallia. 
Enmarcados comúnmente entre los corales blandos, ya que carecen de esqueleto, como los corales duros del orden Scleractinia, por lo que no son corales hermatípicos. 
Forman colonias de pólipos, de ocho tentáculos, unidos por una masa carnosa de tejido común generado por ellos, llamado cenénquima. Para darle consistencia, al carecer de esqueleto, su tejido contiene espículas de calcita.
La familia comprende 9 géneros de gorgonias. Se caracteriza por tener una medula (capa de tejido interno) compuesta de escleritas no fusionadas, y separada del cortex (capa de tejido externo que alberga los pólipos) por un anillo de canales longitudinales. La inclusión de varios géneros de la familia en análisis filogenéticos moleculares, sugiere que la familia no es monofilética.

## Géneros
El Registro Mundial de Especies Marinas reconoce los siguientes géneros en Anthothelidae:
- Alertigorgia. Kükenthal, 1908
- Anthothela. Verrill, 1879
- Briareopsis. Bayer, 1993
- Erythropodium
- Iciligorgia. Duchassaing, 1870
- Solenocaulon. Gray, 1862
- Stereogorgia
- Tubigorgia. Pasternak, 1985
- Victorgorgia. López González & Briand, 2002

## Galería

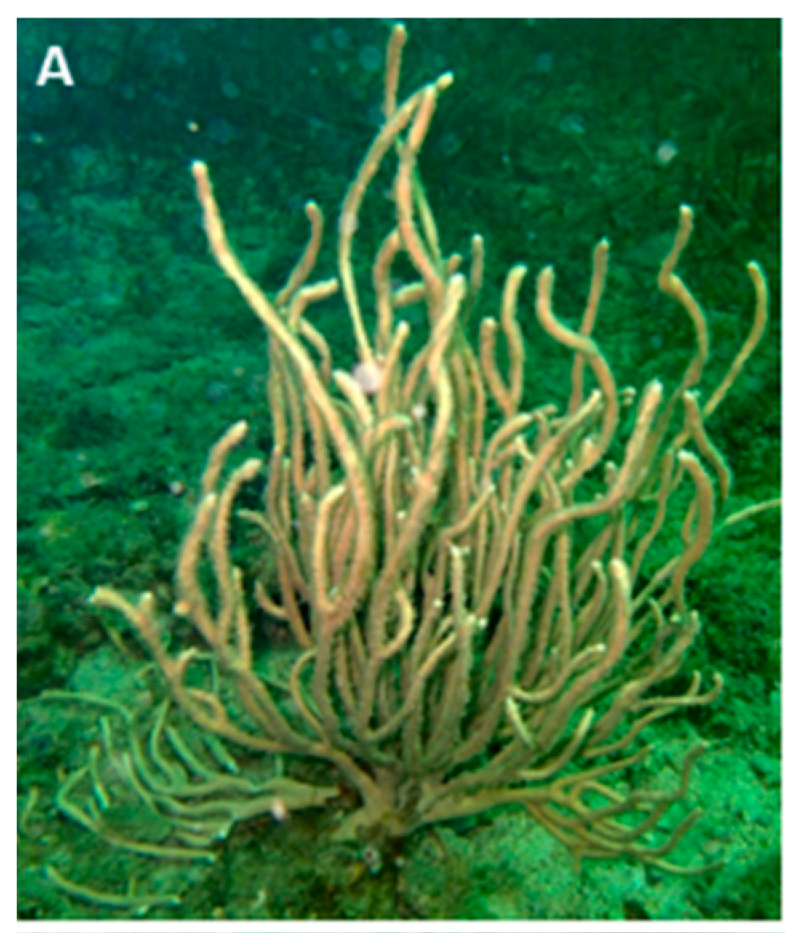
Alertigorgia mjöbergi
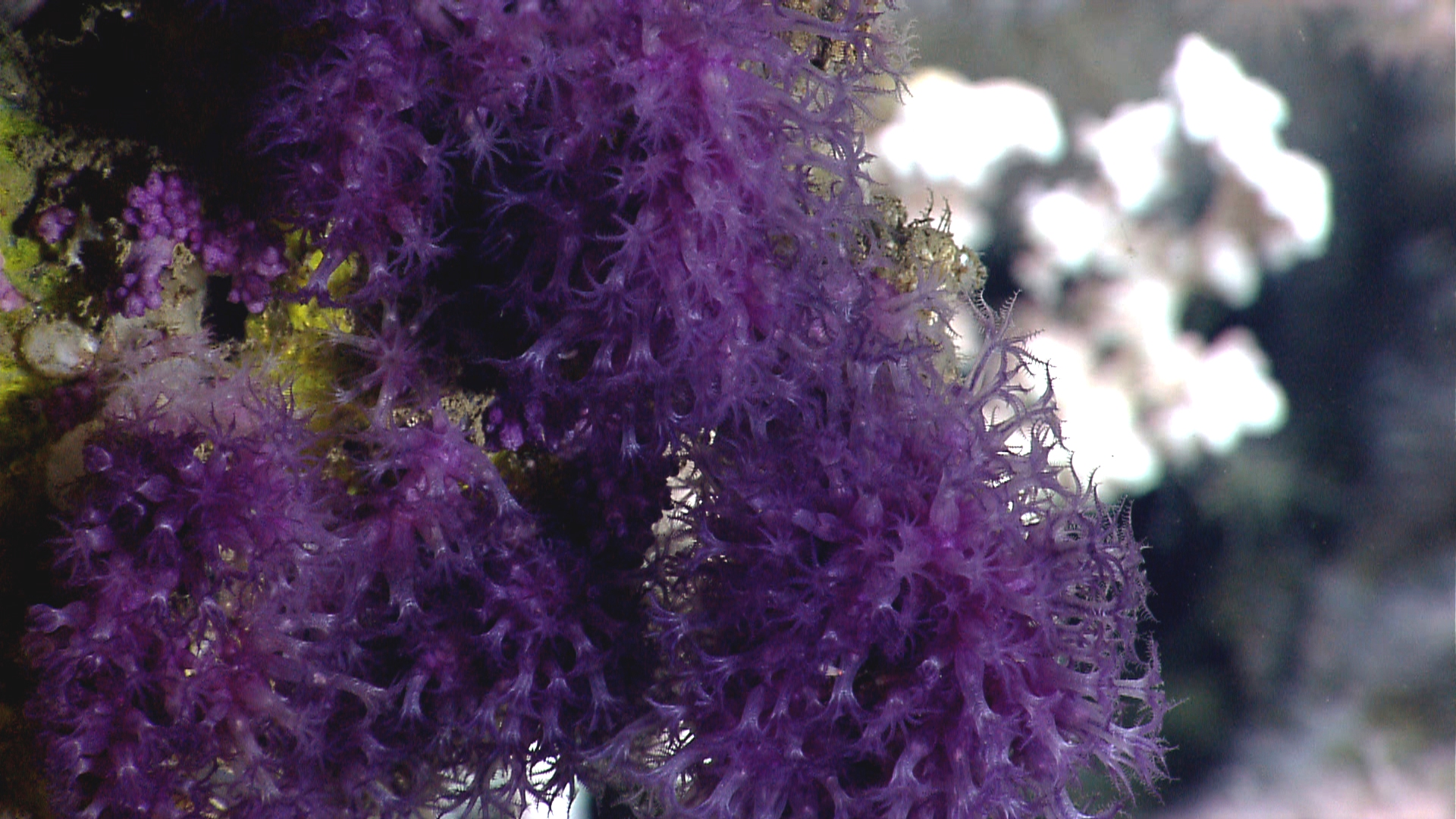
Anthothela grandiflora
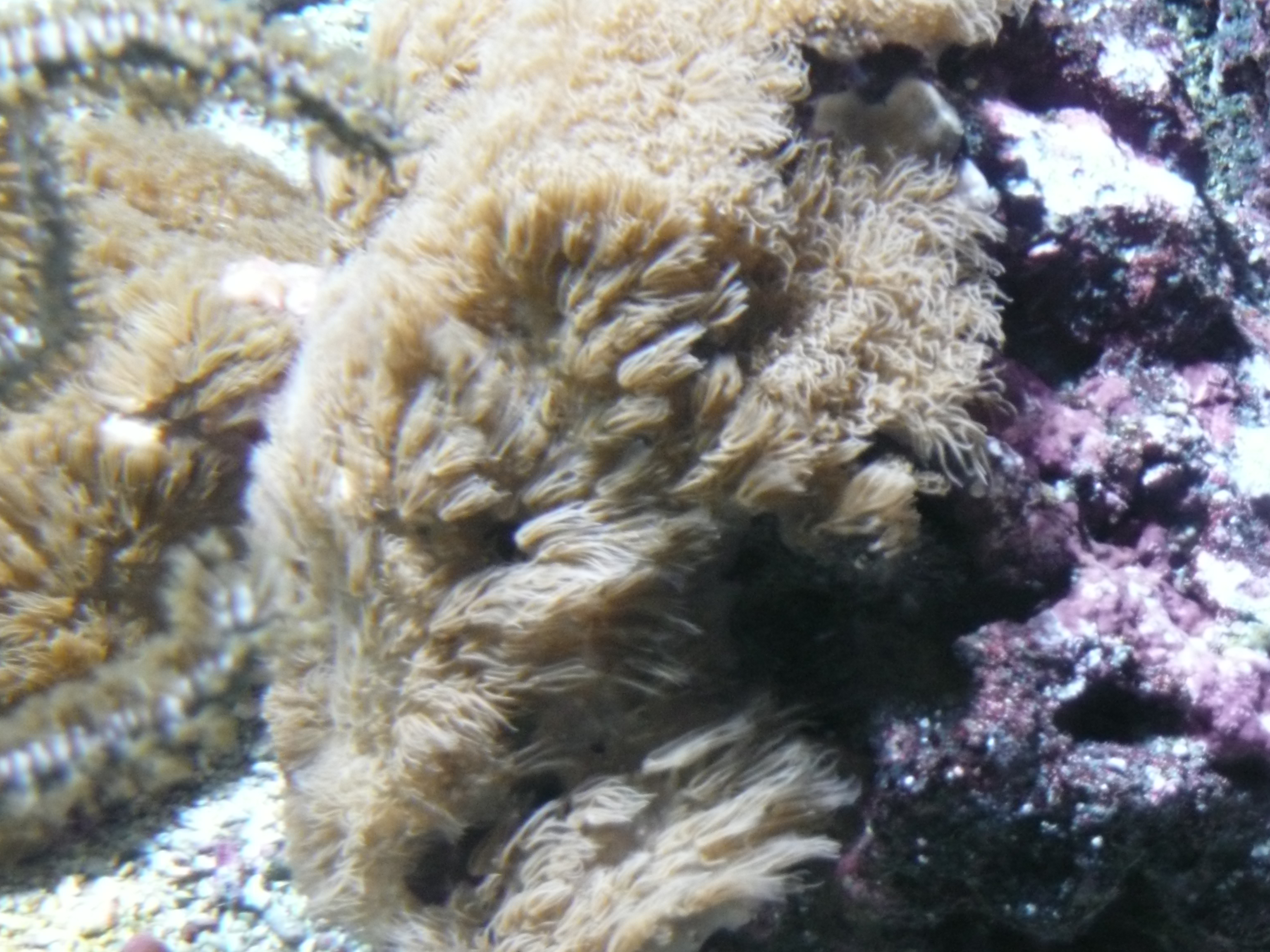
Erythropodium caribaeorum
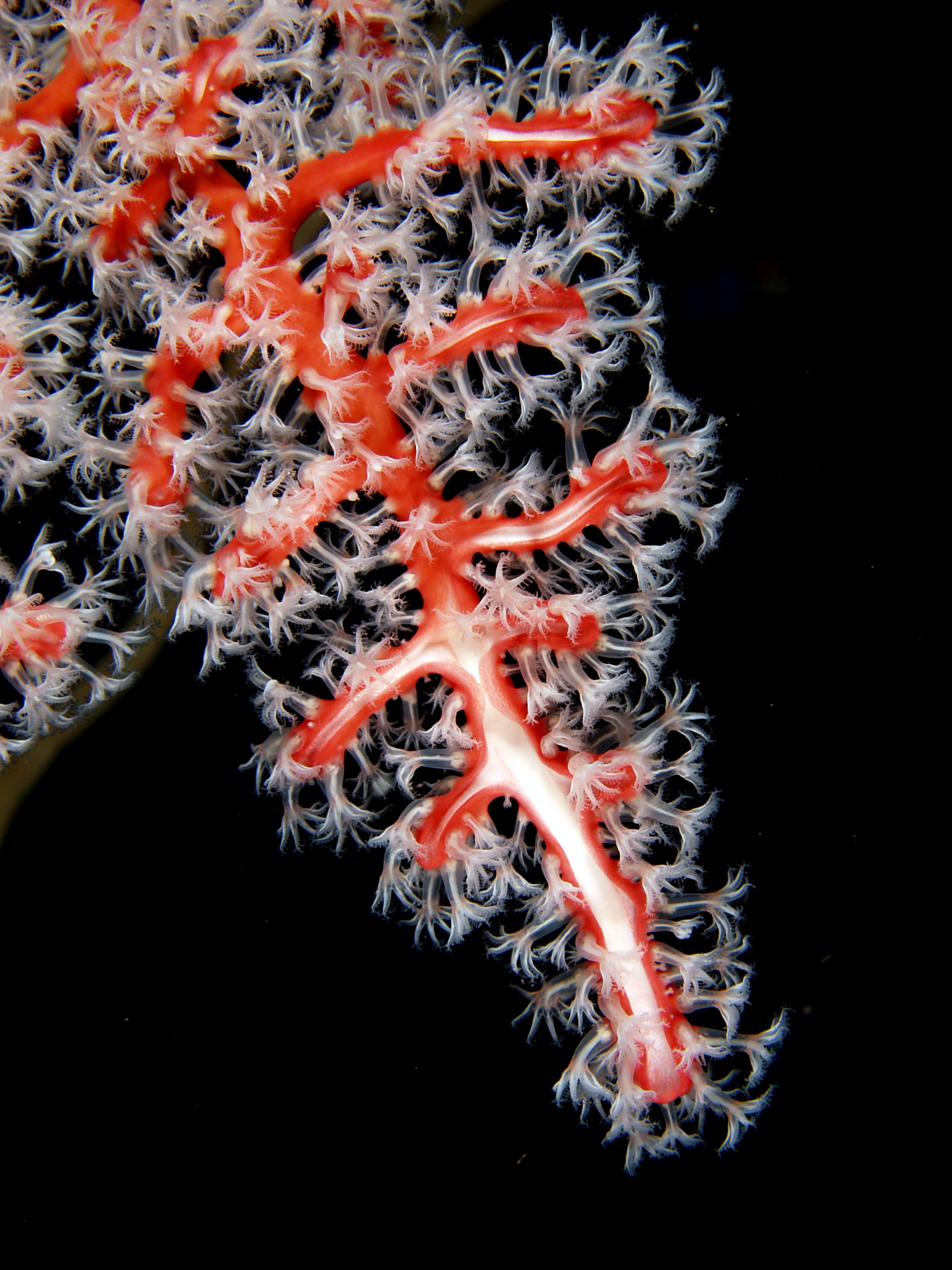
Iciligorgia rubra
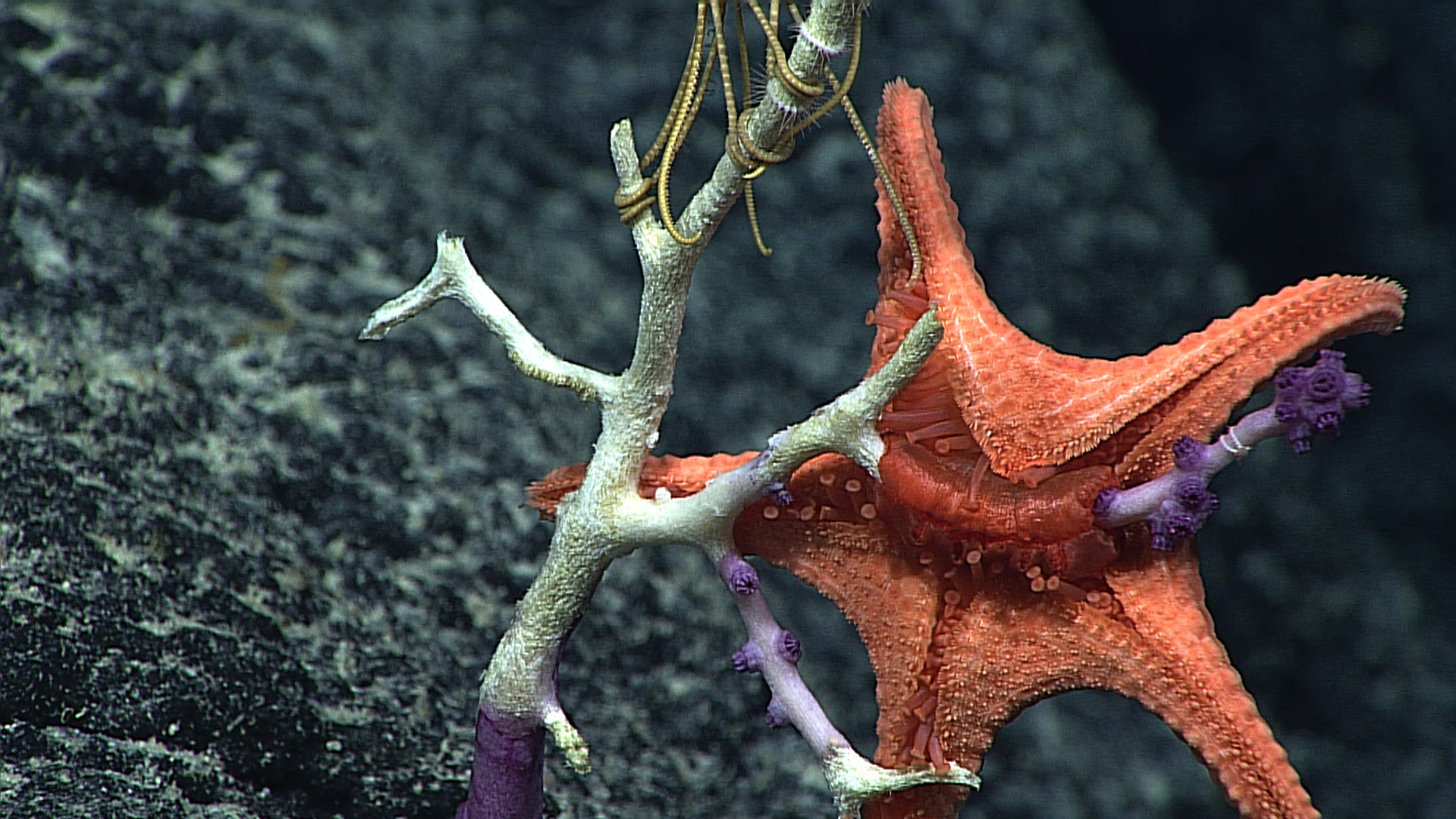
Colonia de Victorgorgia sp. siendo predada por una estrella Circeaster pullus

## Taxonomía
Géneros renombrados por sinonimia:
- Anthopodium aceptado como Callipodium Verrill, 1876
- Semperina Kölliker, 1870 aceptado como Iciligorgia Duchassaing, 1870
- Spongioderma Kölliker, 1870 aceptado como Homophyton Gray, 1866
- Titanidium Deichmann, 1936 aceptado como Titanideum Verrill, 1864